# Várkonyi Péter (politikus)
Várkonyi Péter (Budapest, 1931. április 3. – Budapest, 2008. október 14.), kommunista politikus, volt külügyminiszter.

## Életpályája
Az Óbudai Árpád Gimnáziumban érettségizett 1949-ben kitűnő eredménnyel. A Külügyi Akadémia elvégzése után diplomáciai szolgálatba lépett, követségi titkár volt Nagy-Britanniában és Egyiptomban. A Külügyminisztérium  sajtóosztályát vezette 1958-tól, majd a Minisztertanács elnökének  titkára, 1965-től az MSZMP központi apparátusában  volt osztályvezető-helyettes. 1969 és 1980 között – miniszterhelyettesi, majd államtitkári rangban – a kormány Tájékoztatási Hivatalának  elnökeként tevékenykedett. Ezután két évig, 1982. júniusáig a Népszabadság  főszerkesztője, 1982 és 1983 között az MSZMP KB titkára volt.
1983. július 9. és 1989. május 2. között külügyminiszterként dolgozott. 1985 és 1989 között  országgyűlési képviselő volt, majd 1990-ig az Egyesült Államokban nagykövetként képviselte Magyarországot.

## Díjai, elismerései
- A történettudományok kandidátusa (1975)[4]
- Tevékenységét több állami kitüntetéssel ismerték el.

## Könyve
- Magyar-amerikai kapcsolatok. 1945–1948; Kossuth, Budapest, 1971[5]